# بازداشت موقت

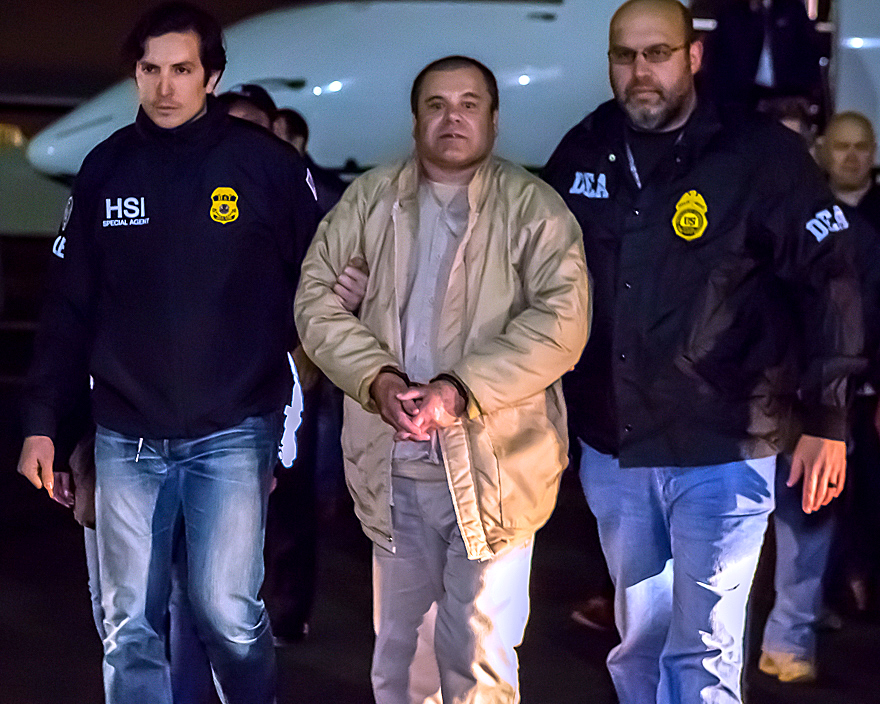
بازداشت ال‌چاپو قاچاقچی مواد مخدر در ایالات متحده

درصد بازداشت میان کشورها

بازداشت یا بازداشت موقت یکی از شدیدترین تصمیم‌های مراجع کیفری برای متهم است. این تصمیم قبل از قضاوت دادگاه و بدون اثبات جرمِ متهم صورت می‌گیرد. در واقع، بازداشت بر اساس ادعای ثابت نشده صورت می‌گیرد. در بازداشت موقت آزادی متهم گرفته می‌شود و او را در مکانی که از حقوق و آزادی‌های متعارف برخوردار نباشد، حبس می‌کنند.
کارکرد اصلی آن، جلوگیری از خطرات احتمالیِ ناشی از آزادی متهم و فرار او است و از این نظر، کارکردی مشابه صدور قرار وثیقه، کفالت یا ممنوعیت خروج متهم از حوزه قضایی یا خروج از کشور دارد.